# Bembidion niloticum
Bembidion niloticum es una especie de escarabajo del género Bembidion, familia Carabidae. Fue descrita científicamente por Dejean en 1831.
Habita en Afganistán, Armenia, Azerbaiyán, Bulgaria, Camboya, China, Chipre, Egipto, Georgia, Grecia, Guinea, India, Irán, Irak, Israel, Japón, Kazajistán, Kirguistán, Birmania, Nepal, Pakistán, Filipinas, Rusia, Taiwán, Turquía, Turkmenistán, Emiratos Árabes Unidos, Uzbekistán y Vietnam.